# Campeonato Europeu de Hóquei em Patins Masculino de 2004
O Campeonato Europeu de 2004 foi a 46.ª edição do Campeonato Europeu de Hóquei em Patins.

## Participantes
| País       | Participação | Melhor Resultado |
| Espanha    | 34.ª         | Campeão (1951, 1954, 1955, 1957, 1969, 1979, 1981, 1983, 1985, 2000 e 2002)                                                       |
| Portugal   | 41.ª         | Campeão (1947, 1948, 1949, 1950, 1952, 1956, 1959, 1961, 1963, 1965, 1967, 1971, 1973, 1975, 1977, 1987, 1992, 1994, 1996 e 1998) |
| Itália     | 44.ª         | Campeão (1953 e 1990) |
| França     | 45.ª         | 2.º Lugar (1926, 1927, 1928, 1930 e 1931)                                                                                         |
| Suíça      | 46.ª         | 2.º Lugar (1937) |
| Inglaterra | 46.ª         | Campeão (1926, 1927, 1928, 1929, 1930, 1931, 1932, 1934, 1936, 1937, 1938 e 1939)                                                 |
| Alemanha   | 42.ª         | 2.º Lugar (1932 e 1934) |
| Holanda    | 31.ª         | 3.º Lugar (1963, 1967, 1969 e 1981)                                                                                               |
| ---------- | ------------ | --- |

## Fase de Grupos

### Grupo A
|         | Espanha | Suíça | França | Países Baixos |
| ------- | ------- | ----- | ------ | ------------- |
| Espanha |         | 4-1   | 3-1    | 1-1           |
| Suíça   |         |       | 2-2    | 6-1           |
| França  |         |       |        | 4-2           |
| Holanda |         |       |        |               |

| CI. | Equipa  | Pts | J | V | E | D | GM | GS | DG |
| --- | ------- | --- | - | - | - | - | -- | -- | -- |
| 1.º | Espanha | 5   | 3 | 2 | 1 | 0 | 8  | 3  | 5  |
| 2.º | Suíça   | 3   | 3 | 1 | 1 | 1 | 9  | 7  | 2  |
| 3.º | França  | 3   | 3 | 1 | 1 | 1 | 7  | 7  | 0  |
| 4.º | Holanda | 1   | 3 | 0 | 0 | 3 | 4  | 11 | -7 |

### Grupo B
|            | Itália | Portugal | Alemanha | Inglaterra |
| ---------- | ------ | -------- | -------- | ---------- |
| Itália     |        | 4-1      | 3-1      | 1-1        |
| Portugal   |        |          | 2-2      | 6-1        |
| Alemanha   |        |          |          | 4-2        |
| Inglaterra |        |          |          |            |

| CI. | Equipa     | Pts | J | V | E | D | GM | GS | DG |
| --- | ---------- | --- | - | - | - | - | -- | -- | -- |
| 1.º | Itália     | 5   | 3 | 2 | 1 | 0 | 8  | 3  | 5  |
| 2.º | Portugal   | 3   | 3 | 1 | 1 | 1 | 9  | 7  | 2  |
| 3.º | Alemanha   | 3   | 3 | 1 | 1 | 1 | 7  | 7  | 0  |
| 4.º | Inglaterra | 1   | 3 | 0 | 0 | 3 | 4  | 11 | -7 |

## Fase Final

### Apuramento de Campeão
|  | Quartos de Final       | Quartos de Final       |                        |          | Meias Finais    | Meias Finais    |  |  | Final                  | Final |
|  |                        |                        |                        |          |                 |                 |  |  |                        |       |
|  | 16 de Setembro de 2004 |                        |                        |          |                 |                 |  |  |                        |       |
|  |                        |                        |                        |          |                 |                 |  |  |                        |       |
|  | Suíça                  | 3 T                    |                        |          |                 |                 |  |  |                        |       |
|  | Suíça                  | 3 T                    | 17 de Setembro de 2004 |          |                 |                 |  |  |                        |       |
|  | Alemanha               | 2 E                    |                        |          |                 |                 |  |  |                        |       |
|  | Alemanha               | 2 E                    | Suíça                  | 2        |                 |                 |  |  |                        |       |
|  | 16 de Setembro de 2004 |                        | Suíça                  | 2        |                 |                 |  |  |                        |       |
|  |                        | Itália                 | 9                      |          |                 |                 |  |  |                        |       |
|  | Holanda                | Itália                 | 9                      | 2        |                 |                 |  |  |                        |       |
|  | Holanda                |                        | 18 de Setembro de 2004 | 2        |                 |                 |  |  |                        |       |
|  | Itália                 | 11                     |                        |          |                 |                 |  |  |                        |       |
|  | Itália                 | 11                     | Itália                 | 2        |                 |                 |  |  |                        |       |
|  | 16 de Setembro de 2004 |                        | Itália                 | 2        |                 |                 |  |  |                        |       |
|  |                        | Espanha                | 4                      |          |                 |                 |  |  |                        |       |
|  | Espanha                | Espanha                | 4                      | 15       |                 |                 |  |  |                        |       |
|  | Espanha                | 17 de Setembro de 2004 |                        | 15       |                 |                 |  |  |                        |       |
|  | Inglaterra             | 0                      |                        |          |                 |                 |  |  |                        |       |
|  | Inglaterra             | 0                      | Espanha                | 2        | 3.º e 4.º Lugar | 3.º e 4.º Lugar |  |  |                        |       |
|  | 16 de Setembro de 2004 |                        | Espanha                | 2        | 3.º e 4.º Lugar | 3.º e 4.º Lugar |  |  |                        |       |
|  |                        | Portugal               | 1                      |          |                 |                 |  |  |                        |       |
|  | França                 | Portugal               | 1                      | 2 T      | Suíça           | 1               |  |  |                        |       |
|  | França                 |                        |                        | 2 T      | Suíça           | 1               |  |  |                        |       |
|  | Portugal               | 3 E                    |                        | Portugal | 2               |                 |  |  |                        |       |
|  | Portugal               | 3 E                    |                        |          | 2               |                 |  |  |                        |       |
|  |                        |                        |                        |          |                 |                 |  |  | 18 de Setembro de 2004 |       |
|  |                        |                        |                        |          |                 |                 |  |  |                        |       |

### 5.º-8.º Lugar
|  | Eliminatória           | Eliminatória           |   |                        | 5.º e 6.º Lugar        | 5.º e 6.º Lugar |  |
|  |                        |                        |   |                        |                        |                 |  |
|  | 17 de Setembro de 2004 |                        |   |                        |                        |                 |  |
|  | Inglaterra             | 2                      |   |                        |                        |                 |  |
|  | França                 | 8                      |   |                        |                        |                 |  |
|  |                        |                        |   |                        |                        |                 |  |
|  |                        |                        |   |                        | 18 de Setembro de 2004 |                 |  |
|  |                        |                        |   |                        | França                 | 3               |  |
|  |                        | Alemanha               | 4 |                        |                        |                 |  |
|  |                        |                        |   |                        |                        |                 |  |
|  |                        |                        |   |                        |                        |                 |  |
|  |                        |                        |   |                        | 7.º e 8.º Lugar        |                 |  |
|  | 17 de Setembro de 2004 | 17 de Setembro de 2004 |   | 18 de Setembro de 2004 | 18 de Setembro de 2004 |                 |  |
|  | Alemanha               | 5                      |   | Inglaterra             | 5                      |                 |  |
|  | Holanda                | 3                      |   |                        | Holanda                | 2               |  |

## Classificação final
| Lugar | Seleção    | J | V | E | D | GM | GS | Dif. |
| ----- | ---------- | - | - | - | - | -- | -- | ---- |
|       | Espanha    | 6 | 5 | 1 | 0 | 29 | 6  | +23  |
|       | Itália     | 6 | 4 | 1 | 1 | 30 | 11 | +19  |
|       | Portugal   | 6 | 2 | 2 | 2 | 15 | 12 | +3   |
| 4     | Suíça      | 6 | 2 | 1 | 3 | 15 | 20 | -5   |
| 5     | Alemanha   | 6 | 3 | 1 | 2 | 18 | 16 | +2   |
| 6     | França     | 6 | 2 | 1 | 3 | 20 | 15 | +5   |
| 7     | Inglaterra | 6 | 1 | 0 | 5 | 11 | 36 | -25  |
| 8     | Holanda    | 6 | 0 | 0 | 6 | 11 | 32 | -21  |

| Campeões Europeus 2004 |
| ---------------------- |
| Espanha                |
| ESPANHA 12.º Título    |